# SKP2
SKP2 (англ. S-phase kinase associated protein 2) – білок, який кодується однойменним геном, розташованим у людей на короткому плечі 5-ї хромосоми. Довжина поліпептидного ланцюга білка становить 424 амінокислот, а молекулярна маса — 47 761.
| 10         |  | 20         |  | 30         |  | 40         |  | 50         |
| ---------- |  | ---------- |  | ---------- |  | ---------- |  | ---------- |
| MHRKHLQEIP |  | DLSSNVATSF |  | TWGWDSSKTS |  | ELLSGMGVSA |  | LEKEEPDSEN |
| IPQELLSNLG |  | HPESPPRKRL |  | KSKGSDKDFV |  | IVRRPKLNRE |  | NFPGVSWDSL |
| PDELLLGIFS |  | CLCLPELLKV |  | SGVCKRWYRL |  | ASDESLWQTL |  | DLTGKNLHPD |
| VTGRLLSQGV |  | IAFRCPRSFM |  | DQPLAEHFSP |  | FRVQHMDLSN |  | SVIEVSTLHG |
| ILSQCSKLQN |  | LSLEGLRLSD |  | PIVNTLAKNS |  | NLVRLNLSGC |  | SGFSEFALQT |
| LLSSCSRLDE |  | LNLSWCFDFT |  | EKHVQVAVAH |  | VSETITQLNL |  | SGYRKNLQKS |
| DLSTLVRRCP |  | NLVHLDLSDS |  | VMLKNDCFQE |  | FFQLNYLQHL |  | SLSRCYDIIP |
| ETLLELGEIP |  | TLKTLQVFGI |  | VPDGTLQLLK |  | EALPHLQINC |  | SHFTTIARPT |
| IGNKKNQEIW |  | GIKCRLTLQK |  | PSCL       |  |            |  |            |

A: Аланін

C: Цистеїн

D: Аспарагінова кислота

E: Глутамінова кислота

F: Фенілаланін

G: Гліцин

H: Гістидин

I: Ізолейцин

K: Лізин

L: Лейцин

M: Метіонін

N: Аспарагін

P: Пролін

Q: Глутамін

R: Аргінін

S: Серин

T: Треонін

V: Валін

W: Триптофан

Кодований геном білок за функцією належить до фосфопротеїнів. 
Задіяний у таких біологічних процесах, як убіквітинування білків, ацетилювання, альтернативний сплайсинг, поліморфізм. 
Локалізований у цитоплазмі, ядрі.